# Circondario degli Evenchi
Il circondario autonommo degli Evenchi (in russo Эвенки́йский автоно́мный о́круг?, Ėvenkíjskij avtonómnyj ókrug; in evenki Эведы Автомоды Округ, Ėvedy Avtomody Okrug), noto anche come Evenchia (in russo Эвенки́я?, Ėvenkíja), è stato un okrug con status amministrativo speciale del territorio di Krasnojarsk. Il suo centro amministrativo è Tura. La sua estensione è di 767600 km², ed è la settima più grande entità della Russia, anche se la meno popolata (17 697 persone nel 2002). Nel 1908 fu il luogo dell'evento di Tunguska.
In seguito a un referendum tenutosi il 17 aprile 2005, l'okrug, assieme a quello di Taymyria sono stati uniti nel territorio di Krasnojarsk il 1º gennaio 2007. Prima di quella data il circondario degli Evenchi era un circondario autonomo e pertanto un soggetto federale.

## Società

### Evoluzione demografica
Popolazione (2002):  17 697.
Gruppi etnici:
Dei 17 697 residenti, 2 (lo 0,01%) hanno scelto di non specificare la loro appartenenza etnica. Gli altri si identificano come appartenenti a 67 differenti gruppi etnici, tra i quali:
- 10 958 etnia Russa (62%)
- 3 802 etnia Evenka (21,5%)
- 991 Jakuti (5,6%)
- 550 Ucraini (3,1%)
- 211 etnia Ket (1,2%)
- 162 Tatari (0,91%)
- 152 Chakassi (0,86%)
- 127 Tedeschi del Volga (0,72%)

## Fuso orario
Il circondario degli Evenki si trova nel Fuso Orario di Krasnojarsk (KRAT/KRAST). UTC offset è +0700 (KRAT)/+0800 (KRAST).